# Medieninhalt
Als Inhalt wird in Publikationen, Kunstwerken, der Kommunikation und den Medien der Informationsgehalt verstanden, der sich an den Endnutzer oder das Publikum wendet und Träger von Bedeutungen ist. Inhalt selbst ist immateriell, auf einen Empfänger gerichtet und kontextabhängig, jedoch bedingt von materiellen Trägern und sozialen sowie historischen Aspekten.

## Begriff
Seit etwa Mitte der 1990er Jahre wird im deutschen Sprachraum auch der Anglizismus Content (englisch der Gehalt, der Inhalt) verwendet, insbesondere im Zusammenhang mit den Neuen Medien und digitalen Gütern. Hierdurch sollen die übermittelten Inhalte von der Infrastruktur eines Mediums abgegrenzt werden sowie von Metadaten (Informationen, die zur Verwaltung der Inhalte dienen); insbesondere aber vom Anzeigenraum, durch deren Erlöse das Medium in der Regel finanziert wird. Beim Fernsehen ist der Content beispielsweise nicht der einzelne Fernsehsender oder das Fernsehprogramm als Sendeschema, sondern die Gesamtheit der übertragenen Fernsehsendungen.
Durch Digitalisierung können Medieninhalte in den unterschiedlichsten Formen vorliegen, als Text-, Bild-, Audio- oder Videodaten. Der Medieninhalt wird unter den Bedingungen des Internets zu einer Ware, die unabhängig von dem besonderen Medium produziert wird und auf unterschiedliche Benutzergruppen hin zugeschnitten werden kann (Formatierung).
Die mit der Vermarktung von Paid Content, also kostenpflichtigen Inhalten beschäftigten Medienunternehmen werden auch als Contentindustrie bezeichnet. Open Content dagegen bezeichnet Inhalte, für deren Erstellung der Urheber keine Vergütung erhält und deren Weiterverbreitung ausdrücklich gewünscht ist. Mit User-Generated-Content sind Inhalte angesprochen, bei denen der Gegensatz zwischen Produzent und Konsument verwischt ist.
Im Zusammenhang mit dem Internet, Computern, Soft- und Hardware findet sich das Wort Content als Bestandteil in zahlreichen Zusammensetzungen. Als Beispiele seien hier nur das Content-Management oder die Mehrfachverwendung von Inhalten (Content-Syndication) genannt.

## Arten von Medieninhalten
Unterschieden werden zweierlei Inhalte:
- linearer Medieninhalt: Klassische Medieninhalte, wie z. B. Rundfunk, Kabel- oder Satellitenfernsehen.
- nicht-linearer Medieninhalt: Medieninhalte über das Internet, wie z. B. der Film-auf-Abruf, den man sich zu einem selbst bestimmten Zeitpunkt anschauen kann.